# Torres del Puerto de Bakú
Las Torres del Puerto de Bakú son edificios de oficinas de gran altura en Bakú la capital de Azerbaiyán. Están situadas en la avenida Neftchilar junto al puerto marítimo. El complejo de gran altura incluye dos torres - Norte y Sur - con 14 y 32 plantas respectivamente. Los edificios comprenden oficinas de clase A, tiendas de venta al por menor, SPA internacional y centro de bienestar, restaurantes y cafés. Hay también un estacionamiento para 1.200 vehículos.